# 八代市立泉第八小学校
八代市立泉第八小学校（やつしろしりつ いずみだいはちしょうがっこう）は、熊本県八代市泉町樅木にある公立の小学校。

## 概要
歴史
1902年（明治35年）に「葉木尋常小学校 樅木仮教場」（樅木の読むは「もみぎ」）として創立。現校名となったのは2005年（平成17年）。2022年（令和4年）には創立120年を迎えた。
校訓
「自主・友愛・責任」
校章
シャクナゲの花を背景にして、中央に「小」の文字を配している。
校歌
作詞は沢田昭臣、作曲は田河恒久による。歌詞は3番まであり、各番の歌詞中に校名の「泉八」が登場する。
通学区域
八代市のうち「泉町仁田尾、泉町椎原、泉町葉木、泉町久連子、泉町柿迫（一部）、泉町樅木」。中学校区は八代市立泉中学校。

## 沿革
前史
- 1879年（明治12年）2月11日 - 葉木および樅木の有志が、下屋敷の民家に子弟を集め、甲斐八十八に教育を委嘱。
- 1889年（明治22年）4月1日 - 町村制の施行により、八代郡「樅木村」が発足。

本史
- 1902年（明治35年）3月30日 - 「葉木尋常小学校 樅木仮教場」が設置される。
- 1919年（大正8年）4月1日 - 「葉木尋常小学校 樅木分教場」に改称。
- 1941年（昭和16年）4月1日 - 国民学校令施行により、「葉木国民学校 樅木分教場」に改称。尋常科を初等科に改める。
- 1947年（昭和22年）
  - 4月1日 - 新制小学校 「組合立葉木小学校 樅木分教場」に改組・改称。
  - 11月13日 - 葉木小学校より分離の上、「樅木村立樅木小学校」として独立。
- 1950年（昭和25年）12月 - 木造校舎を増設。
- 1954年（昭和29年）10月1日 - 「泉村立泉第八小学校」と改称。
- 1960年（昭和35年）11月 - へき地集会室が完成。
- 1961年（昭和36年）9月 - 木造新校舎が完成。
- 1967年（昭和42年）3月 - 給食を開始。
- 1974年（昭和49年）11月 - 運動場を拡張。
- 1976年（昭和51年）1月 - 米飯給食を実施。
- 1977年（昭和52年）
  - 3月 - 門柱が完成。
  - 11月13日 - 創立75周年・独立30周年記念式典を挙行。
- 1978年（昭和53年）6月 - ナイター設備が完成。
- 1985年（昭和60年）2月 -  新校舎およびへき地集会室が完成。
- 1994年（平成6年）9月 - プールが完成。
- 2000年（平成12年）8月 - 校庭夜間照明を改修。
- 2003年（平成15年）10月12日 - 学校創立100周年記念式典を挙行。
- 2005年（平成17年）8月1日 - 八代市との合併により、「八代市立泉第八小学校」（現校名）に改称。
- 2009年（平成21年）3月31日 - 八代市立泉第五小学校を統合。
- 2011年（平成23年）4月1日 - 八代市立泉第六小学校および八代市立泉第七小学校を統合。
- 2015年（平成27年）4月 - 特別支援学級を新設。
- 2018年（平成30年）4月1日 - 熊本県版コミュニティ・スクールを導入。
- 2021年（令和3年）
  - 4月1日 - 地域学校協働本部事業が開始。
  - 7月1日 - 学校運営協議会を設置。国版コミュニティ・スクールに移行。

## 交通アクセス
最寄りの幹線道路
- 国道219号

## 周辺
- 川辺川
- 樅木吊橋
- 白鳥神社